# Martin Ryle
Martin Ryle FRS  (Brighton, 27 de setembro de 1918 — Cambridge, 14 de outubro de 1984) foi um físico e astrofísico britânico.
Recebeu o Nobel de Física de 1974, pela invenção e aplicação da técnica de abertura sintética.

## Prémios e honrarias
- 1954 - Medalha Hughes[2]
- 1964 - Guthrie Lecture
- 1964 - Medalha de Ouro da Royal Astronomical Society[3]
- 1965 - Medalha Henry Draper[4]
- 1965 - Prêmio Holweck
- 1971 - Medalha Faraday
- 1971 - Medalha Albert A. Michelson
- 1971 - Prémio Memorial Morris N. Liebmann IEEE
- 1973 - Medalha Real[5]
- 1974 - Nobel de Física[6]
- 1974 - Medalha Bruce[7]